# Niederländische Badmintonmeisterschaft 1954
Die Niederländische Badmintonmeisterschaft 1954 war die 13. Auflage der nationalen Titelkämpfe im Badminton in den Niederlanden. Die Meisterschaft wurde in Haarlem ausgetragen.

## Titelträger
| Disziplin    | Sieger                    |
| ------------ | ------------------------- |
| Herreneinzel | Edward H. den Hoed        |
| Dameneinzel  | Annie W. Koch             |
| Herrendoppel | Leen Verhoef Bob Loo      |
| Damendoppel  | Annie W. Koch P. van Aken |
| Mixed        | Bob Loo C. C. Boelens     |